# Keijo J. Salmela
Keijo Juhani Salmela, född 11 oktober 1964 i Finland, är en svensk skådespelare och underhållare, bland annat verksam inom film, teater och opera.
I Sverige är han bland annat känd för rollen som utomjordingen YR-ving i filmen Gröna gubbar från Y.R. från 1986 samt tomtenissen Glada laxen i julkalendern Mysteriet på Greveholm och dess uppföljare Mysteriet på Greveholm - Grevens återkomst. Han spelade även en goblin i Harry Potter och dödsrelikerna – Del 2, en okrediterad roll tillsammans med 60 andra kortväxta.
Salmela är dessutom en lokalprofil i Helsingborg, där han bland annat figurerat i den ideella TV-kanalen Sundskanalen.

## Biografi
Keijo J. Salmela flyttade till södra Sverige från norra Finland när han var 10 månader gammal. Som sexåring flyttade han med familjen till Påarp. Han hade planer på att bli ekonom men var skoltrött. Istället läste han elektronik och tele i en arbetsmarknadsutbildning. Skådespelardrömmarna kom däremot senare. Det var i samband med en anpassad utbildning på en skola i Furulund utanför Kävlinge som han blev tillfrågad om att medverka i en ledande roll i långfilmen Gröna gubbar från Y.R., något han utan tvekan tackade ja till. Rollen ledde till andra arbeten inom bland annat reklam och musik, men det var skådespeleriet han hade bestämt sig för att satsa på. Under flera år har han varit i England för att pröva lyckan och spelat i Snövit och de sju dvärgarna på teatern.

## Film och TV (i urval)
- 1986 – Gröna gubbar från Y.R.
- 1995 – Esters testamente (TV-serie)
- 1996 – Mysteriet på Greveholm (TV-serie)
- 1999 – Fatimas tredje hemlighet
- 2003 – Dansa med dvärgar
- 2008 – Skägget i brevlådan (TV-serie)
- 2010 – Most Wanted
- 2012 – Mysteriet på Greveholm - Grevens återkomst (TV-serie)
- 2013 – Tillbaka till Holmsveden – Fotbollsjävlar
- 2016 – Familjen Jul i Tomteland

## Teater

### Roller
| År   | Roll        | Produktion                                                           | Regi         | Teater                   |
| ---- | ----------- | -------------------------------------------------------------------- | ------------ | ------------------------ |
| 1990 | Fogden      | Jacques och hans husbonde (Jakub a jeho pán) Milan Kundera           | Hans Polster | Helsingborgs stadsteater |
| 2006 | Hovmästaren | Herrskap och tjänstehjon (Il servitore di due padroni) Carlo Goldoni | Jan Hertz    | Fredriksdalsteatern      |